# Bartolomeo Caylina
Bartolomeo Caylina (Brescia, ... – ...; fl. XV secolo) è stato un pittore italiano del XV secolo attivo principalmente in Lombardia e che dipinse in stile rinascimentale.

## Biografia
Era nato a Brescia e era figlio di Pietro, fratello di Paolo da Caylina il Vecchio e cognato di Vincenzo Foppa. Alcune fonti sospettano che potrebbe essere il Bartolomeo da Prato, noto come Bresciano, o almeno confuso per lo stesso. A quel Bartolomeo viene attribuita la collaborazione con Foppa, nel 1468, nella Capella Portinari situata all'interno della Basilica di Sant'Eustorgio a Milano. Si dice anche che abbia dipinto affreschi per la Cascina di Mirabello nel 1470.
Nel 1465 dipinse affreschi per la Certosa di Pavia insieme al pittore pavese Bertolino della Canonica.